# Moselbahn

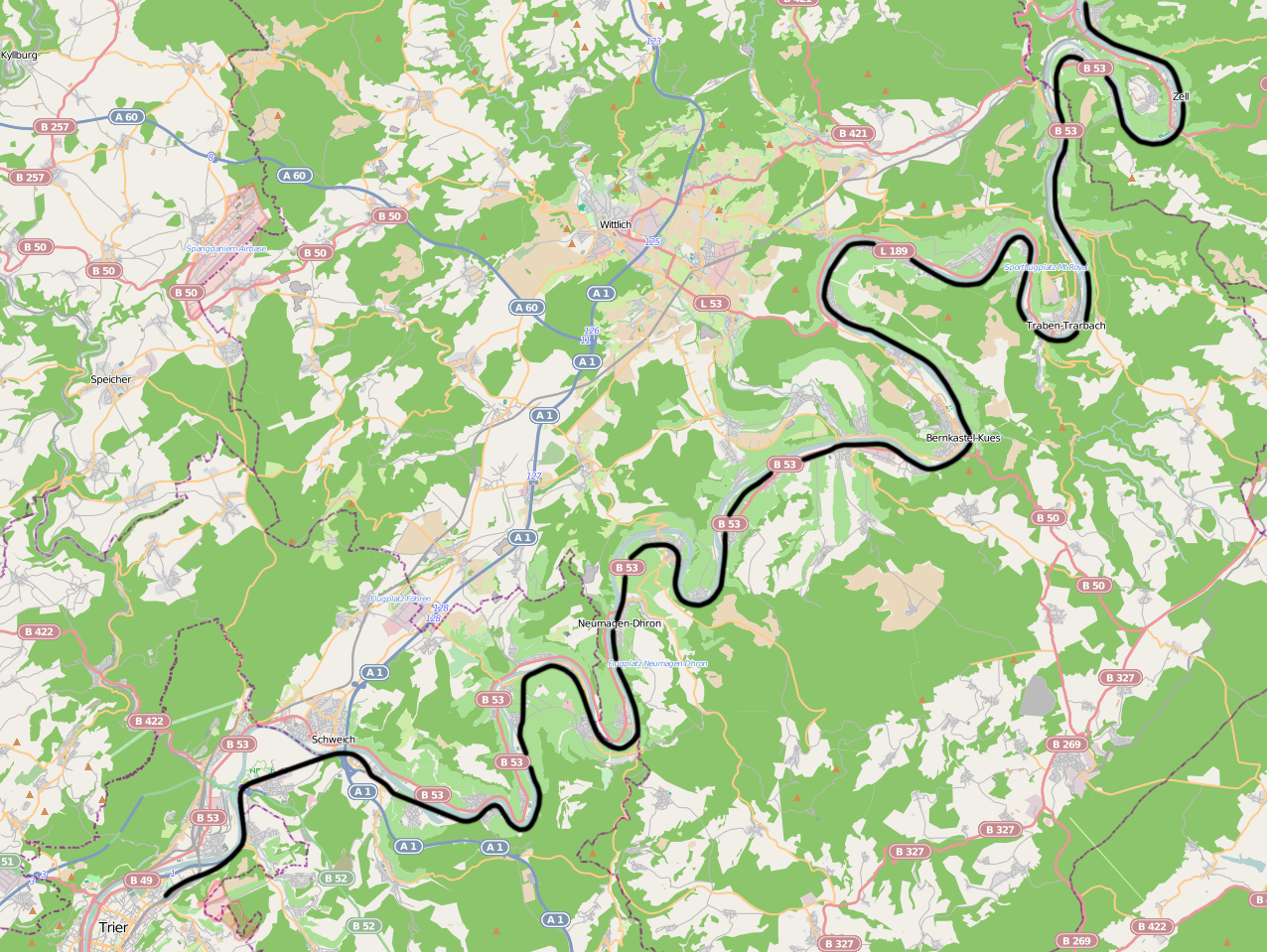
Moselbahn

La Moselbahn (chemin de fer de la Moselle), encore appelée Moseltalbahn (chemin de fer de la vallée de la Moselle), désigne le chemin de fer secondaire long de 102 km établi sur la rive droite de la Moselle entre Bullay et Trier (Trèves) qui fut mis hors service le 31 décembre 1962 et qui appartenait à l’ancienne société Moselbahn AG.
La liaison de Coblence (Koblenz) à Trèves (Trier) ouverte par les chemins de fer allemands en 1878-1879, principalement établie du côté gauche de la Moselle, était par contre appelée « Moselstrecke » (ligne de la Moselle). Cette ligne ne suivait pas la vallée de la Moselle mais empruntait un raccourci sur les hauteurs à travers le Vordereifel, si bien que les villes de Bernkastel-Kues et de Traben-Trarbach situées sur le cours d’eau durent être raccordées au réseau ferroviaire national par des embranchements construits en 1883.

## Historique de la société Moselbahn AG
Après des années de projets, qui prévoyaient également un chemin de fer à voie étroite, quelques banques et la société Westdeutsche Eisenbahn-Gesellschaft de Cologne, fondèrent finalement le 19 avril 1899 la société Moselbahn AG. La société Westdeutsche Eisenbahn-Gesellschaft (WeEG) et ses filiales (la société Vereinigte Kleinbahnen AG et la société Deutsche Eisenbahn-Gesellschaft) reprirent la gestion de cette société qui englobait également le chemin de fer secondaire Philippsheim-Binsfeld dans l’Eifel. Dans les années 1920 du XXe siècle, la société AG für Verkehrswesen (AVG) acquit la majorité des actions et finit par en posséder presque 95 % en 1940. Cette société AVG céda ses actions au land de Rhénanie-Palatinat an 1962.

## Exploitation ferrée
L’exploitation débuta le 2 avril 1903 entre Trier (Trèves), où la gare terminale se trouvait sur la voie publique devant la gare des chemins de fer de l’État, et Leiwen. Une fête d’inauguration eut lieu dès le 28 mai 1903, alors que les trains pouvaient déjà continuer jusqu’à Niederemmel. À la fin de cette même année, c’est-à-dire le 29 décembre 1903, la voie ferrée atteignait déjà la gare de Andel (actuellement un quartier de Bernkastel-Kues) où était construit le centre d’exploitation. Dès le 15 mars 1904, l’on put rouler jusqu’à Bernkastel et le 19 août 1905 la dernière partie jusqu’à Bullay fut achevée. Il n’y avait des raccordements de voies avec les chemins de fer de l’État qu’à Bullay et à Ruwer.
Ce chemin de fer secondaire disposait de plus de 38 stations avec de nombreux bâtiments de gare de taille et d’aménagement très variables, même dans les localités qui étaient desservies par les chemins de fer de l’État. Quelques gares des chemins de fer de l’État sur la ligne de la Moselle portent encore actuellement en vue de les distinguer des adjonctions de noms comme « Reichsbahn » ou « DB » (pour « Deutsche Bundesbahn ») : par exemple « Schweich (DB) » parce que dans la même localité il y avait également une gare du chemin de fer secondaire. Ces stations portaient dès lors de leur côté l’adjonction « Kleinbahn » entre 1914 et 1927, « Moseltalbahn » en 1939 et « Nord », « Ost, « Süd » ou « West » à partir de 1943.
Du fait que la Moselbahn traversait de nombreuses localités viticoles très connues de la Moselle (entre autres Bernkastel, Trarbach et Zell), elle fut appelée en langage populaire Saufbähnchen (le tortillard des ivrognes) : on l’appelait tortillard (bähnchen) parce que c’était un moyen de transport relativement lent. En 1905, la durée du voyage était de 4 heures pour l’entièreté du trajet, ce qui correspondait à une vitesse moyenne de 25 km/h, et même 50 ans plus tard cette durée ne fut seulement qu’un peu raccourcie. Même dans les années 50, les automotrices diesel assurant la majorité du trajet n’étaient pas beaucoup plus rapides.
Durant les années de guerre, les trains des chemins de fer de l’État furent déviés par la Moselbahn. Et puisqu’après la fin de la guerre en 1945, les ponts étant détruits entre Trier (Trèves) et Eller, plus de la moitié de la ligne de la Moselle (« Moselstrecke ») était hors service, les trains de la Moselbahn circulèrent jusqu’en 1947 entre Trier Nord et Bullay Reichsbahnhof (gare des chemins de fer de l’État) sur l’entièreté de la voie du chemin de fer secondaire et même une station plus loin jusqu’à Neef, d’où les voyageurs traversaient la Moselle sur un bac pour rejoindre la gare de Eller sur la rive gauche de la Moselle d’où ils pouvaient monter dans un train. Puisqu’il n’y avait pas de communication directe en direction de Neef entre les voies de la Moselbahn et celles des chemins de fer de l’État, les trains devaient changer deux fois de sens sur le complexe de voies de Bullay.

## Fin de l'exploitation ferrée
L’augmentation des coûts conjuguée à des prix de billets très bas amenèrent, après la réforme monétaire, à des difficultés financières. Bien que le land de Rhénanie-Palatinat soit devenu actionnaire à près de 100 % de la société Moselbahn AG, la ligne ferroviaire fut progressivement mise hors service entre 1961 et 1968 malgré l’opposition de la population. Cela commença le 30 septembre 1961 avec l’arrêt du transport de voyageurs sur la section de Bullay à Traben-Trarbach et, le 31 décembre 1962, sur la section adjacente jusqu’à Niederemmel-Piesport avec également l’arrêt du transport de marchandises à partir de Bullay.
Le 22 mai 1966 le trafic ferroviaire entre Niederemmel-Piesport et Neumagen-Drohn s’arrêtait totalement. Les autorails sur le tronçon toujours en service à partir de Trèves (Trier) furent déviés dans la gare principale de la ville. Mais à partir du 1er février 1968 le trafic ferroviaire s’arrêta ici également, sauf le trafic marchandises qui fut encore maintenu quelques années entre Ruwer West et Trier (Trèves). Les voies subsistantes de la Moselbahn le long de la Metternich-Straße à Trier Nord servirent encore, avec ses nombreux embranchements, jusque dans les années 80 comme ligne industrielle qui reliait cette partie de la ville avec la « Moselstrecke » (ligne de la Moselle) et avec la « Hochwaldbahn ». Au lendemain du 31 mars 1984, cette desserte fut reprise par les chemins de fer allemands (Deutsche Bundesbahn). De même à Bullay Süd, le raccordement avec les entrepôts fut encore desservi un temps par la Deutsche Bundesbahn.
Le démontage de ce chemin de fer secondaire a rendu possible un meilleur accès au cours d’eau dans de nombreuses communes ainsi que la construction ou l’élargissement des chemins de halage. D’autre part, la vallée de la Moselle a perdu avec ce chemin de fer secondaire une attraction particulière pour les touristes. Ce qui mérite d’être cité, c’est que la Moselbahn a évacué elle-même les voies et que les rails furent réutilisés dans les mines de charbon du Rhénanie-du-Nord-Westphalie.

## Vestiges de l'exploitation ferrée vers 2010
Le tracé de la Moselbahn a été en grande partie transformé en piste cyclable. À part quelques bâtiments de gare représentatifs (comme par exemple à Bernkastel-Kues, Trier-Ruwer ou à Köwerich), il ne restait vers 2010 que peu de vestiges de cette ligne.

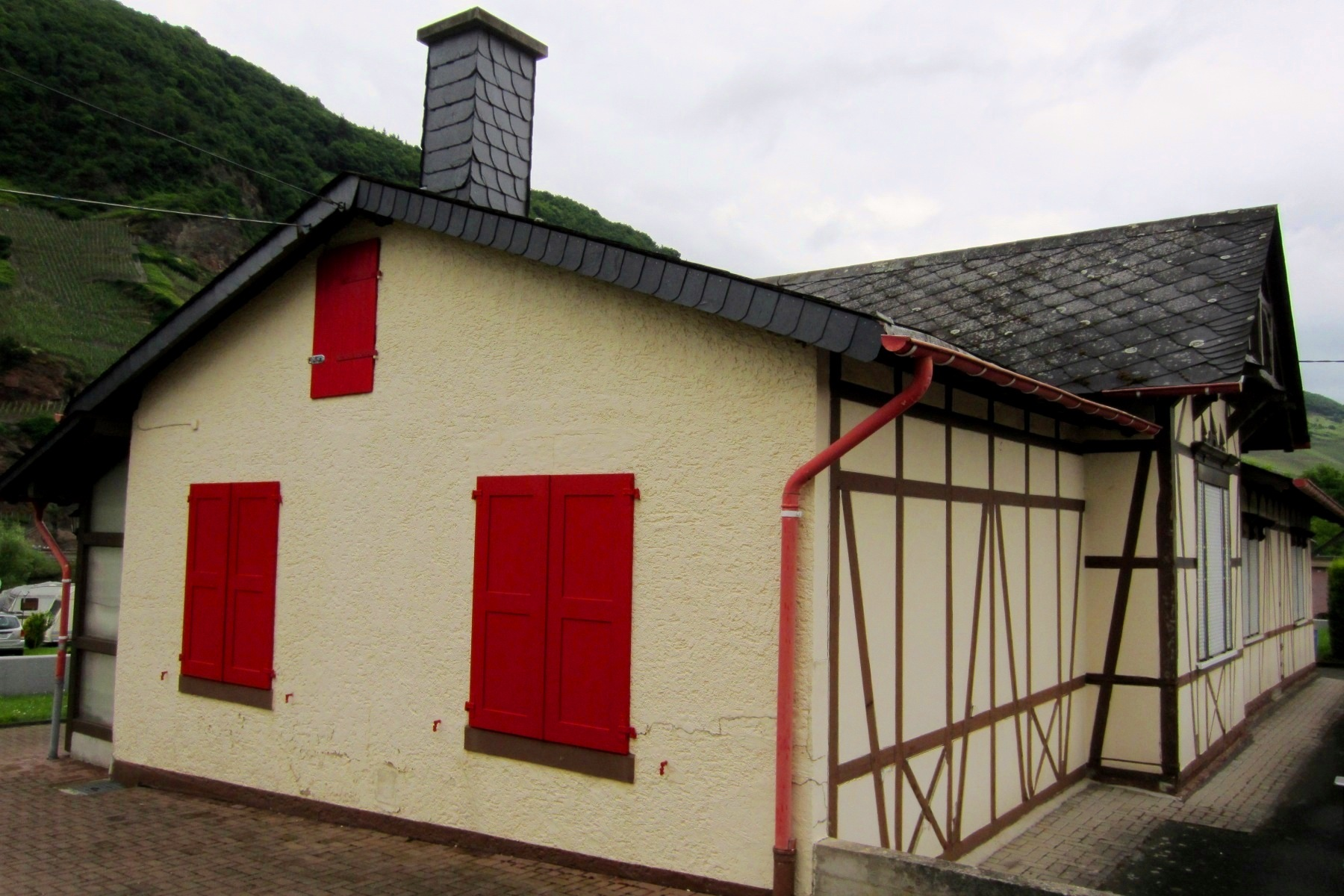
Ancienne gare de Erden en 2013

À Trier (Trèves) subsistaient encore 4,6 km de voies de la Moselbahn, le long de la Metternich-Straße, de Am Grüneberg et de la Ruwerer Straße, qui avaient été utilisées, avec leurs embranchements, jusque dans les années 90 comme ligne industrielle reliant les quartiers Trier-Ruwer et Trier Nord avec la « Moselstrecke » (ligne de la Moselle) et avec la « Hochwaldbahn ». De même dans la Kürenzer Straße près de la gare principale de Trier (Trèves), il y avait encore la voie partiellement goudronnée de la Moselbahn qui avait donné accès à son terminus propre jusqu'en 1966, voie destinée à disparaître dans les années suivantes lors du réaménagement prévu des rues (allongement de la Kürenzer Straße le long du chemin de fer de la Deutsche Bundesbahn en direction de la Metternich-Straße et aménagement de cette dernière).
À Bullay, un coupon de voie d’environ dix mètres subsistait, il se trouvait à l'angle de la Bahnhofstraße et du chemin Am Grünen Weg, ce dernier longeant l'ancienne assiette de la voie vers la gare des chemins de fer de l'État.
Dans de nombreuses localités se trouveront encore une « Bahnhofstraße » alors qu’il n’y a plus aucune gare en vue.

## Matériel roulant ferré
À sa mise en service, la Moselbahn possédait deux locomotives Mallet à quatre essieux du constructeur Hohenzollern (locomotives 1 et 2), dont la première portait le nom de MOSEL, et quatre locomotives à deux essieux accouplés avec un essieu porteur avant (disposition d'essieux 1B) du constructeur Humboldt (locomotives 3 à 6). Les deux locomotives Mallet et deux des locomotives Humboldt restèrent toujours sur la Moselbahn. La locomotive 5 fut transférée sur la Teutoburger Wald Eisenbahn, puis à la Guhrauer Kreisbahn AG d’où elle arriva à la Deutsche Reichsbahn, où bien que très peu utilisée, elle reçut le matricule 70 6401. La locomotive 6 fut mutée entre 1909 et 1916 auprès d’un autre chemin de fer de la Westdeutsche Eisenbahn-Gesellschaft (WeEG) et, à son retour, reçut le numéro 10. En 1905, arrivèrent une locomotive d’occasion à deux essieux (locomotive 7), de même qu’une locomotive neuve identique à celle du constructeur Humboldt (locomotive 8) et une locomotive Mallet plus grande (locomotive 9) qui avait précédemment été mise en service sur la Filderbahn.
En 1909, deux locomotives furent échangées contre trois locomotives plus légères, pour diminuer les frais d’exploitation. Une de ces nouvelles locomotives provenait de la Braunschweig-Schöninger Eisenbahn (locomotive 7II) tandis que les deux autres étaient des locomotives neuves provenant de la Maschinenfabrik Esslingen et équipées de chaudières verticales Kittel (locomotives 6II et 10).
Au début des années cinquante, trois autorails à bogies du type « Voiture Esslingen (de) », ainsi dénommés en raison de leur constructeur Maschinenfabrik Esslingen, furent mis en service.